# Interpret Europe
Der Europäische Verband für Natur- und Kulturinterpretation (offiziell: Interpret Europe – European Association for Heritage Interpretation e. V.) ist eine internationale Organisation, die seit 2010 in Deutschland als Verein eingetragen und als gemeinnützig anerkannt ist.
Mitglieder sind Verbände und Institutionen sowie Unternehmen und Einzelpersonen. Etwa 90 % der Mitglieder haben ihren Hauptwohnsitz in Europa.

## Geschichte
Natur- und Kulturinterpretation ist in der ersten Hälfte des 20. Jh. in den Nationalparks der USA entstanden und 1957 von Freeman Tilden gefasst worden. Der erste nationale Interpretationsverband in Europa war 1975 der Vorläufer der britischen Association for Heritage Interpretation. Interpret Europe wurde im Jahr 2000 zunächst als offenes Netzwerk ins Leben gerufen. Die Vereinsgründung erfolgte am 14. Juli 2010 in Slowenien.

## Ziele
Der Verein fördert Forschung und Praxis auf dem Feld der Natur- und Kulturinterpretation.
Natur- und Kulturinterpretation ist ein non-formales Bildungskonzept, das dazu anregt, durch unmittelbare Erfahrung von Orten, Gegenständen oder Ereignissen eine Beziehung zum eigenen Natur- und Kulturerbe herzustellen und darüber zu tieferen Einsichten zu gelangen. Das Konzept wird weltweit v. a. in geschützten Natur- und Kulturlandschaften, Denkmälern, Museen, Zoos oder Botanischen Gärten angewandt.
Interpret Europe versteht sich als europäische Plattform für die Zusammenarbeit und den Austausch sowohl solcher Einrichtungen als auch von Hochschulen, an denen Natur- und Kulturinterpretation gelehrt wird.

## Aktivitäten
Interpret Europe veranstaltet Fachtagungen, beteiligt sich an internationalen Projekten und führt Fortbildungen durch.
Fachtagungen bestehen aus bis zu 100 Vorträgen, Workshops und Exkursionen, wobei die Mehrzahl der Teilnehmer selbst an der Gestaltung beteiligt ist. Bisherige Tagungen fanden in Deutschland (2011), Italien (2012), Schweden (2013), Kroatien (2014) und Polen (2015) statt. Die Tagung 2016 in Belgien, „Heritage Interpretation – for the Future of Europe“, widmete sich dem Beitrag der unmittelbaren Erfahrung historischer Orte bei der Bearbeitung von Themen wie Menschenrechte, bürgerschaftliches Engagement oder Frieden.
Internationale Projekte förderten bzw. fördern die Erarbeitung von europäischen Qualitätskriterien (LEADER-Projekt Transinterpret, Leonardo-Projekt TOPAS), die Entwicklung von Fortbildungsangeboten (Leonardo-Projekt HeriQ), die Arbeit mit speziellen Dialoggruppen (Grundtvig-Projekt HISA) oder die Auseinandersetzung mit kompetenzorientierten Lernansätzen (Leonardo-Projekt IOEH, Grundtvig-Projekt InHerit).
Fortbildungen werden von Interpret Europe in mehreren Sprachen durchgeführt und sind derzeit im Wesentlichen auf Führer in besucherorientierten Einrichtungen wie Parks oder Museen und auf deren Trainer ausgerichtet.

## Kooperationen
Interpret Europe arbeitet in einer globalen Allianz mit der National Association for Interpretation (USA), Interpretation Canada, Interpretation Australia und weiteren Initiativen und Netzwerken zusammen. 
Im europäischen Raum werden gemeinsame Projekte derzeit mit der Association for Heritage Interpretation (Großbritannien) und mit Sdružení pro interpretaci místního dědictví (Tschechien) durchgeführt. Ein Austausch besteht mit der spanischen Asociación para la Interpretación del Patrimonio und mit der portugiesischen Associação de Interpretação do Património Natural e Cultural.
Der Aufbau weiterer nationaler Verbände zur Natur- und Kulturinterpretation in Europa wird von Interpret Europe unterstützt.